# Żywność liofilizowana

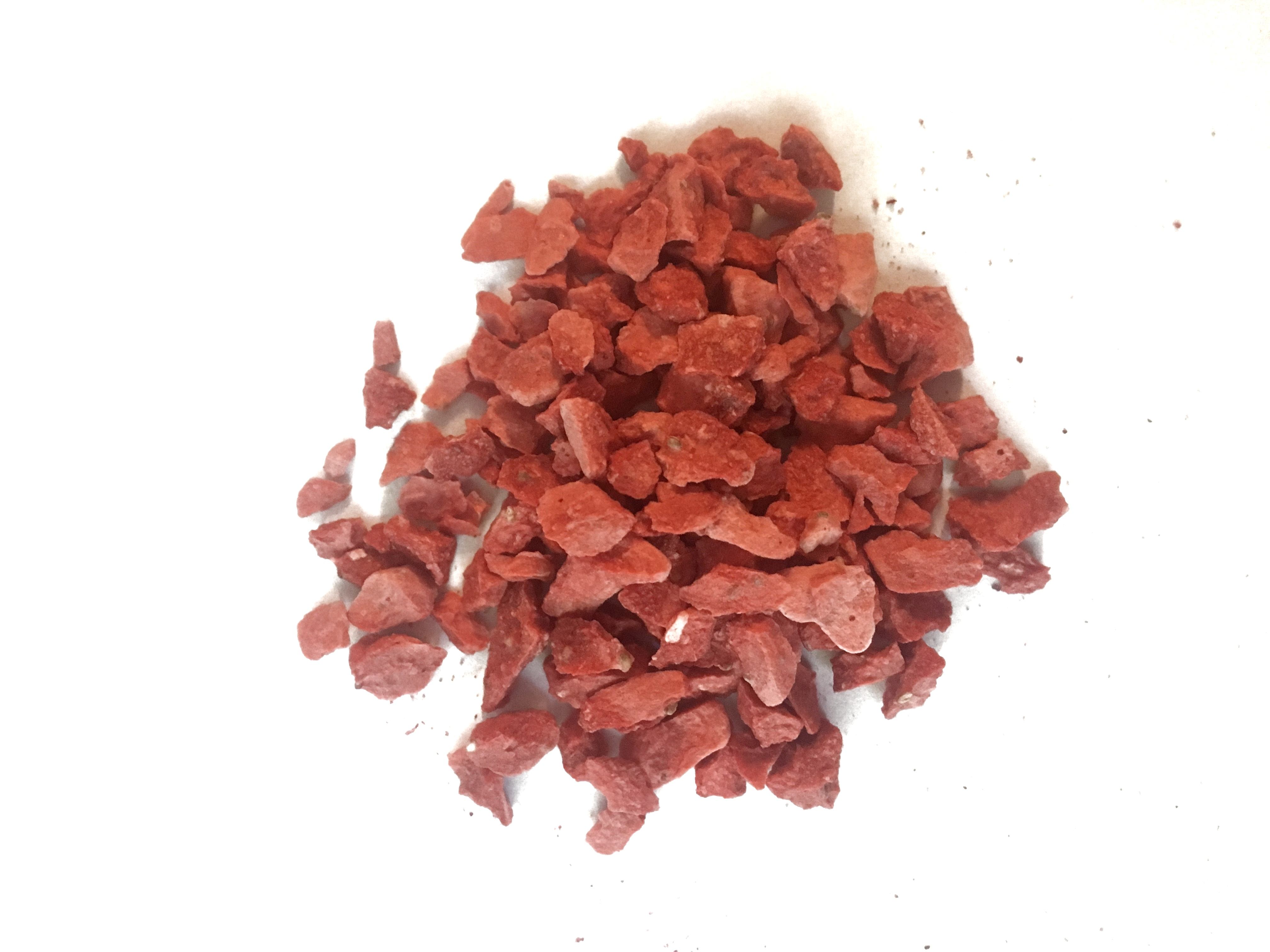
Liofilizowane truskawki granulowane

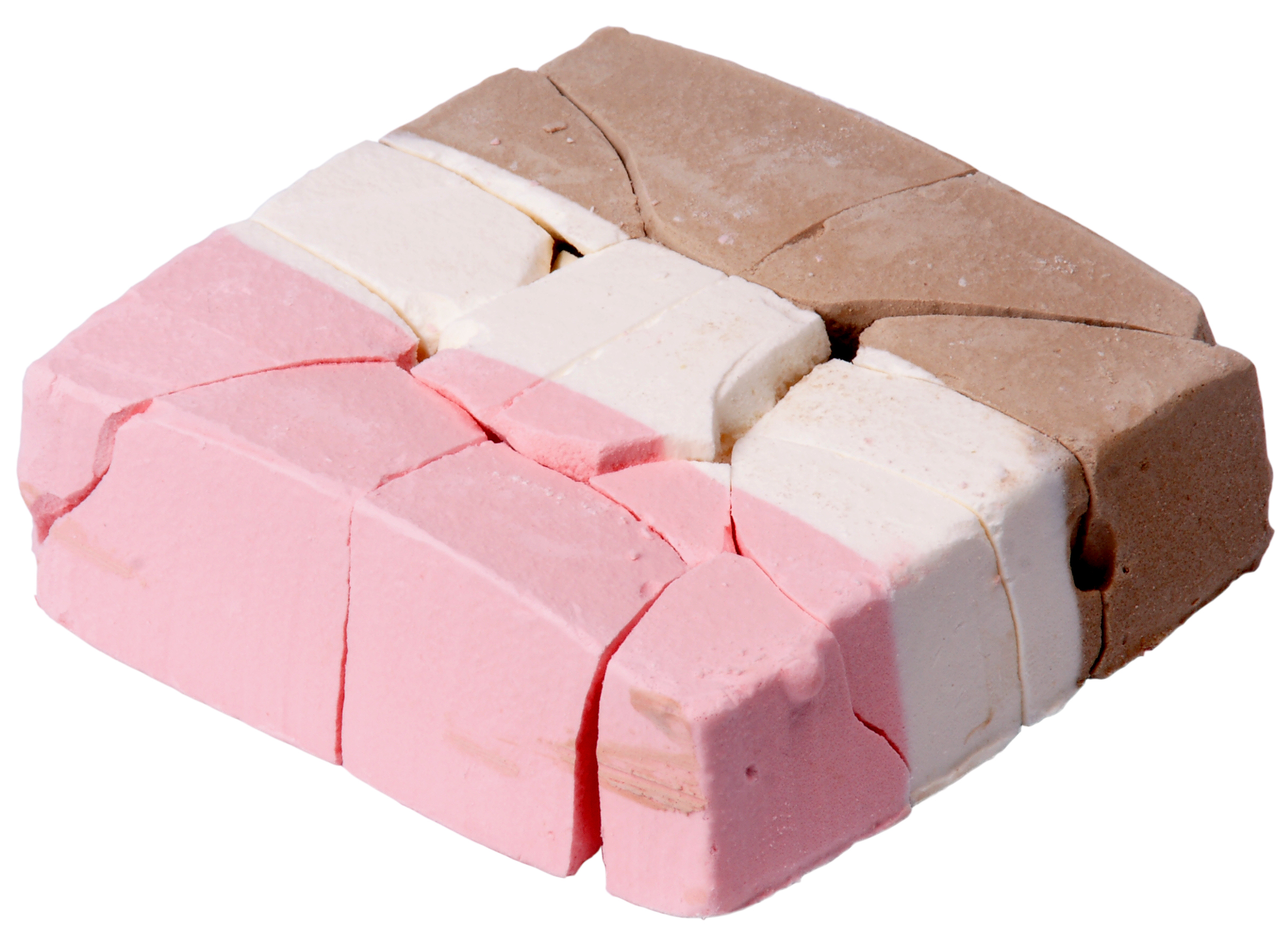
Liofilizowane lody

Żywność liofilizowana – żywność konserwowana metodą liofilizacji, czyli suszenia po zamrożeniu z zastosowaniem obniżonego ciśnienia. Żywność liofilizowana jest odwadniana poprzez usunięcie od 70% do 96% wody. Powstrzymuje to rozwój mikroorganizmów i bardzo spowalnia procesy enzymatyczne. 
Wśród produktów spożywczych dostępnych w formie zliofilizowanej są np. owoce i warzywa, kawa, lody oraz mięso i jego substytuty.

## Historia
Liofilizację na masową skalę zastosowano w USA w czasie II wojny światowej do osocza krwi, aby można je było łatwo transportować na obszary objęte walkami.

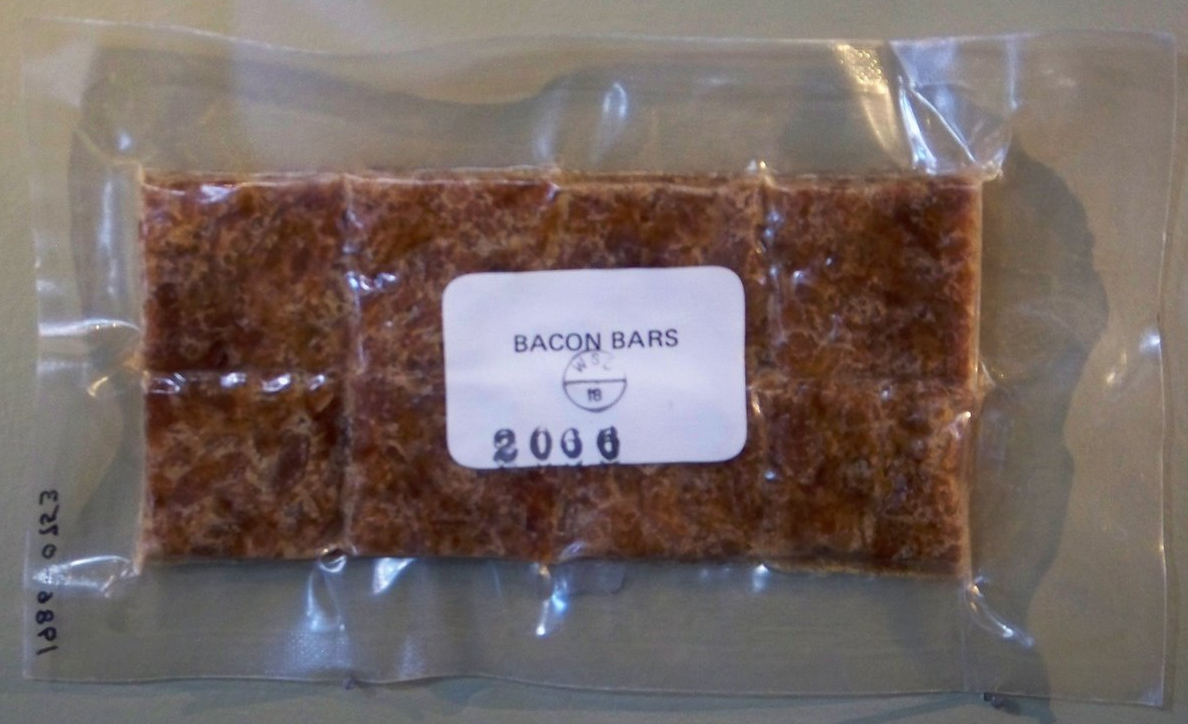
Liofilizowany batonik bekonowy

W latach 60. XX wieku została po raz pierwszy użyta do konserwowania żywności dla astronautów i kosmonautów w czasie coraz dłuższych misji kosmicznych. Pierwszy raz użyto jej na większą skalę w misji stacji Skylab. W misjach Space Shuttle również używano żywności liofilizowanej. Na pokładzie wahadłowców woda była syntezowana z tlenu i wodoru na ogniwach paliwowych. Była więc niejako produktem ubocznym wytwarzania prądu elektrycznego. Używano jej do picia, jedzenia i mycia się. Wyniesienie 1 kilograma ładunku promem kosmicznym kosztowało około 40–60 tys. dolarów, więc w jednej misji (7 osób załogi, 14 dni) pozwalało zaoszczędzić na masie żywności od 4 do 6 milionów dolarów.
Wraz z tanieniem procesu liofilizacji żywność liofilizowana stopniowo zaczęła być stosowana przez himalaistów, alpinistów, żeglarzy i żołnierzy.
Obecnie jest stosowana również w turystyce pieszej i rowerowej, we wspinaczce górskiej, a także w dalekich wyprawach samochodowych i rajdach.

## Zalety i wady
Zalety:
- lekka (6 do 10% masy pierwotnej)
- szybko się uwadnia – wystarczy zalanie wrzątkiem
- posiada wysokie własności odżywcze, podczas procesu produkt nie traci witamin
- produkt zachowuje barwę i kształt

Wady:
- wysoka cena
- podatność na zmiany barwy i wyglądu przy niewłaściwie prowadzonej liofilizacji